# Bogorodskoje (rejon woskriesieński)
Bogorodskoje (ros. Богородское) – wieś (sieło) w Rosji, w obwodzie niżnonowogrodzkim, w rejonie woskriesieńskim. W 2021 liczyła 519 mieszkańców.